# Torre dei Bertolotti
La Torre dei Bertolotti è una delle circa 20 torri gentilizie ancora esistenti nel centro storico della città di Bologna.

## Struttura
Eretta tra la fine del XII e l'inizio del XIII secolo, la sua altezza originaria è sconosciuta, in quanto fu mozzata nella seconda metà del '400. Oggi è alta 16 metri e ha una base quadrata di 8,64 metri, con muri spessi 1,47 metri. Situata all'angolo tra via Farini e vicolo San Damiano (detto un tempo via di Bertolotto, dal nome del capostipite della famiglia), è inglobata nella quattrocentesca casa dei Saraceni, i quali trasformarono la torre in altana in occasione della costruzione della loro residenza in stile rinascimentale bolognese. Un restauro, effettuato dalla Cassa di Risparmio (proprietaria dell'edificio) nel 1933-1934, ha provveduto a riportare alla luce due aperture originarie (entrambe con soglia in selenite) e una lapide commemorativa. La piccola lapide sulla facciata contiene però informazioni errate, in quanto identifica la torre come quella di Alberto Clarissimi, che in realtà non l'ha costruita, sebbene i suoi discendenti ne siano entrati in possesso; inoltre anche anno di costruzione e di mozzatura sono imprecisi.

## Storia

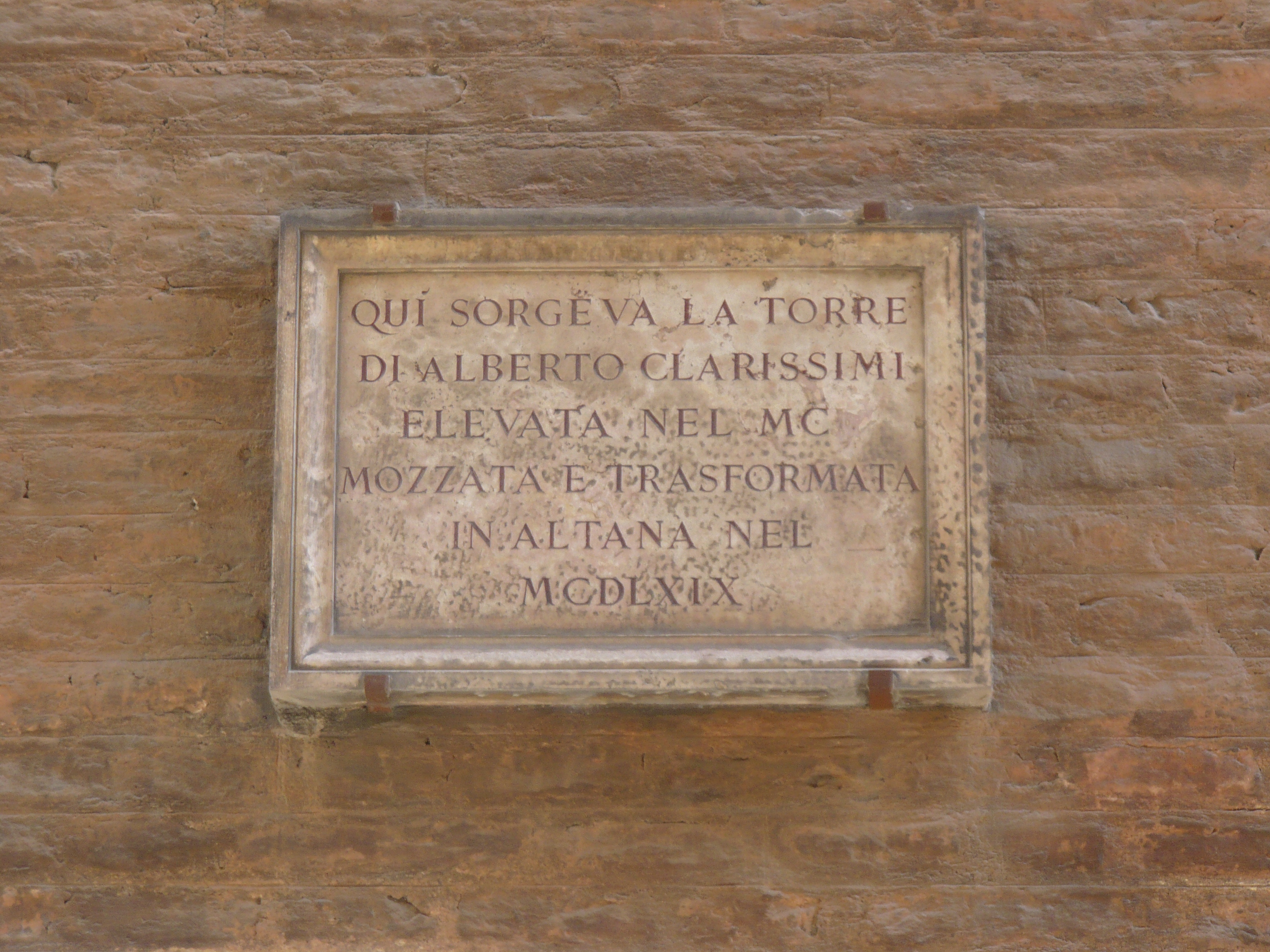
La lapide sulla facciata

Probabilmente originari della Toscana, i Bertolotti furono attivamente presenti nella vita pubblica cittadina dei secoli XIII e XIV: Giovanni fu console nel 1234. Furono maestri cartolai, cioè nella concia delle pelli per ricavarne pergamena. Quasi certamente vicino alla torre e alle case dei Bertolotti si trovava anche l'opificio per la fabbricazione della pergamena, che poteva sfruttare le acque del torrente Aposa, il quale scorreva lungo l'attuale vicolo San Damiano (oggi invece è interrato).